# غراهام وارنر
غراهام وارنر (27 نوفمبر 1945 في المملكة المتحدة - ) (بالإنجليزية: Graham Warner)‏ هو لاعب كريكت بريطاني. لعب مع نادي وارويكشاير للكريكيت ‏ ونادي مقاطعة ستافوردشاير للكريكت ‏.

## وصلات خارجية
- غراهام وارنر على موقع إي آس بي آن كريك إنفو (الإنجليزية)